# Véronique Brouquier
Véronique Brouquier (ur. 28 maja 1957 w Paryżu) – francuska florecistka, dwukrotna medalistka olimpijska.
Na igrzyskach olimpijskich w Moskwie w 1980 roku reprezentacja Francji w składzie: Pascale Trinquet, Brigitte Latrille, Christine Muzio, Isabelle Boéri-Bégard i Véronique Brouquier zdobyła złoty medal. Indywidualnie zajęła trzynastą pozycję. Brała też udział w igrzyskach olimpijskich w Los Angeles w 1984 roku, wspólnie z Laurence Modaine-Cessac, Pascale Trinquet, Brigitte Latrille-Gaudin i Anne Meygret zdobywając drużynowo brązowy medal. W rywalizacji indywidualnej była tym razem piąta. 
Nie zdobyła medalu mistrzostw świata.
W 1982 i 1987 była mistrzynią Francji.